# Protecția activă împotriva incendiilor

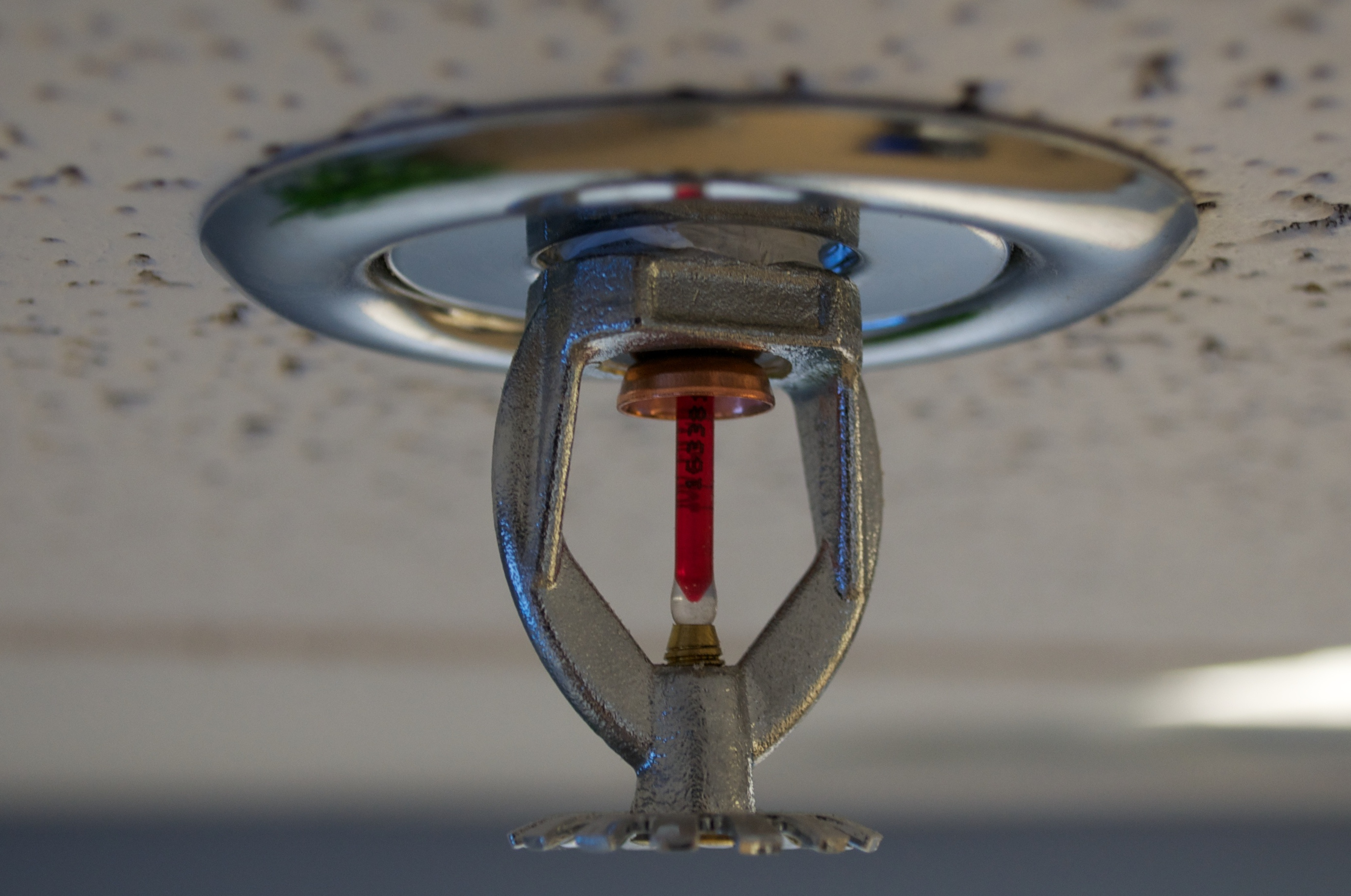
Sprinkler cu bulă de sticlă şi lichid special

Protecția activă împotriva incendiilor este o parte integrantă a protecției împotriva incendiilor. Aceasta se caracterizează prin elemente și/sau sisteme, instalații care se pun în funcțiune în cazul unui incendiu.
Incendiul poate fi controlat și stins manual sau automat. Stingerea manuală include utilizarea unui stingător iar cea automată instalații de stingere cu apă.

## Categorii de protecția activă împotriva incendiilor
Stingerea manuală a incendiilor prin utilizarea unei pături de incendiu sau a unui stingător de incendiu.
Stingătoarele sunt unul dintre cele mai frecvente dispozitive manuale de stingere a incendiilor și sunt necesare în toate vehiculele și clădirile comerciale.
Stingătoarele de incendiu pot fi foarte ușor de utilizat și sunt destinate incendiilor mici. Cel mai comun stingător este stingătorul cu pulbere și CO2 și se găsește în majoritatea birourilor și caselor. Acesta poate fi utilizat la incendii mici de lichide inflamabile și electrice. Există de asemenea, stingătoare cu pulberi speciale pentru incendii în bucătărie cauzate de metale piroforice (sodiul, potasiul, aluminiul). 
Stingere automată a incendiilor în clădiri se poate realiza cu:
- instalații speciale de stingere cu apă(sprinkler);
- instalații de stingere a incendiilor cu gaze;
- instalații de stingere a incendiilor cu spumă.

Instalațiile speciale de stingere cu apă, cum sunt cele de sprinklere, instalații cu ceață de apă și altele asemenea, trebuie astfel proiectate încât:
- să asigure un răspuns imediat în caz de incendiu, prin deversarea apei, într-o schemă și o cantitate prestabilită, cu debitele, intensitățile de stropire și stingere normate, pe durata proiectată de funcționare, peste o suprafață dată, în scopul controlului sau stingerii incendiului, potrivit prevederilor reglementărilor tehnice specifice;
- să asigure, după caz, răcirea elementelor de construcții și instalații;
- să creeze o barieră care împiedică propagarea incendiului[3].

Majoritatea acestor  sistemelor automate de stingere a incendiilor cu sprinkler se găsesc  se găsesc  în spații comerciale mari sau în alte zone cu risc ridicat de incendiu care sunt prevăzute de proiectant după caz asigurator.

## Detectoare incendiu

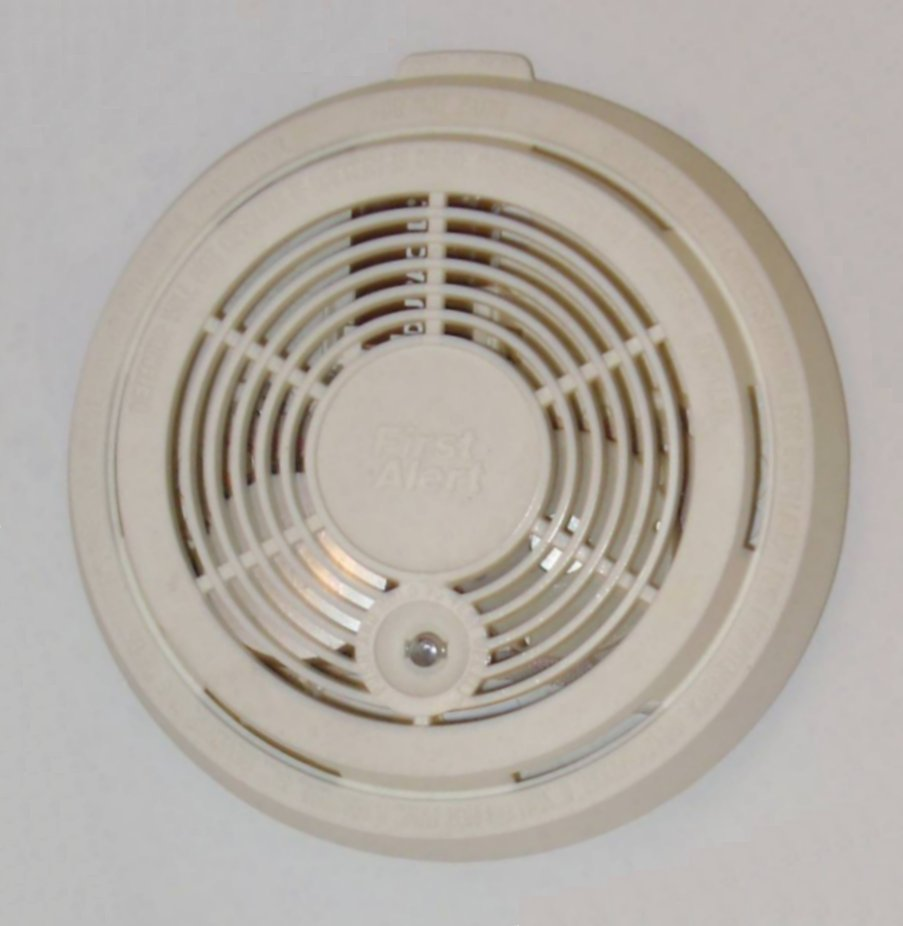
Un detector de fum

Detectarea incendiilor funcționează utilizând detector de fum sau căldură . Aceste sisteme este un instrument foarte eficient pentru a avertiza personalul din clădire în caz de incendiu. Avantajul sistemului este că se poate alerta personalul din clădire prin declanșarea alarmei de incendiu, dar poate să fie alarmat și servicii de urgență. Există două tipuri de sisteme de detecție disponibile: adresabile și convenționale.
Sistemele adresabile monitorizează locația specifică a fiecărui zone (de exemplu, detector de fum, semnalizează locul unde este incendiul). Înseamnă că în caz de incendiu sau altă urgență, știi exact unde este problema. Acest lucru economisește timp prețios și ajută serviciile de pompieri să prevină pierderea de vieți omenești și daune grave. Sistemele convenționale sunt mai potrivite pentru zonele mici.
Când sistemul de detectare a incendiilor este activat, acesta poate trimite un semnal către pompierii locali, poate transmite un mesaj de avertizare preînregistrat iar acesta poate debloca sistemul de control al accesului la clădire .